# 拜倫 (加利福尼亞州)
拜倫（英語：Byron）是位於美國加利福尼亞州康特拉科斯塔縣的一個人口普查指定地區。

## 地理
拜倫的座標為37°52′02″N 121°38′17″W / 37.86722°N 121.63806°W，而該地最高點為海拔高度10米（即33英尺）。

## 人口
根據2010年美國人口普查的數據，拜倫的面積為16.803平方千米，當中陸地面積為16.803平方千米，而水域面積為0.000平方千米。當地共有人口1277人，而人口密度為每平方千米75人。